# 다나카 상주문
다나카 상주문(일본어: 田中上奏文)은 1927년에 작성된 것으로 추정되는 일본 제국의 문서로, 일본 제국(일본)의 세계 지배 전략이 담겨 있어 큰 관심을 받은 적이 있던 문서이다. 당시 다나카 기이치(일본어: 田中義一) 남작 겸 장관이 일본 천황 히로히토에게 바치는 형식으로 되어 있지만, 일부 역사학자들은 이 문서가 위조된 것이라고 주장한다.

## 같이 보기
- L. 론 허버드